# Lepithrix ornatella
Lepithrix ornatella är en skalbaggsart som beskrevs av Louis Albert Péringuey 1902. Lepithrix ornatella ingår i släktet Lepithrix och familjen Melolonthidae. Inga underarter finns listade i Catalogue of Life.